# Малакуцький Олександр Дмитрович
Малаку́цький Олекса́ндр Дми́трович (нар. 4 вересня 1934 року в Маріуполі) — український футболіст та футбольний тренер

## Футбольна кар'єра

### Клубна кар'єра
У 1950 році розпочав футбольну кар'єру в аматорському колективі металургійного заводу ім. Ілліча у Жданові, де він виступав до кінця своєї кар'єри футболіста.

## Тренерська кар'єра
Після закінчення футбольної кар'єри він почав працювати тренером. У 1974 році він закінчив Смоленський інститут фізичної культури та очолив Локомотив«» Жданов. З 1976 по 1980 рік він знову керував ждановським клубом, який змінив назву на «Новатор» Жданов. У липні 1986 року його втретє призначили головним тренером «Новатора» Жданов, який він очолював до липня 1987 року. Потім із 1988 по травень 1989 року він допомагав тренувати гравців «Новатора». Потім працював із дітьми у спортивній школі у Жданові. Був заступником директора Маріупольської школи футболу «Іллічівець».

## Успіхи та досягнення

### Тренерські успіхи
Локомотив Жданов
- чемпіон УРСР серед аматорських команд: 1974 р.